# Angus Ogilvy
Sir Angus James Bruce Ogilvy (Londres, 14 de septiembre de 1928-Kingston upon Thames, 26 de diciembre de 2004) fue un empresario británico, más conocido por ser el marido de la princesa Alejandra, prima hermana de la reina Isabel II del Reino Unido.

## Biografía
Nació en Londres, siendo el segundo hijo de David Ogilvy, XII conde de Airlie y lady Alexandra Coke, la hija de Thomas Coke, III conde de Leicester. Muchos de sus parientes tenían estrechos vínculos con la familia real británica. Su abuela, Mabell Ogilvy, condesa de Airlie, era una amiga cercana y dama de honor de la reina María.
Fue educado en Heatherdown School, cerca de Ascot, en Berkshire; y más tarde en el Colegio Eton (también en Berkshire). Entre 1946 y 1948, mientras realizaba el servicio militar, fue comisionado como oficial de la Guardia Escocesa. En 1947 asistió a Trinity College, Oxford, donde se graduó en 1950 con un BA en Filosofía, Política y Economía .
Después de la universidad, Ogilvy trabajó en la empresa Drayton, trabajando más tarde con el magnate Tiny Rowland en la filial de Drayton, Londres y Rhodesia Minería y Land Company. El primer ministro, Edward Heath, había criticado la empresa y la describió en la Cámara de los Comunes como "una cara desagradable e inaceptable del capitalismo", en un caso de 1973 de tribunales sobre la manera de gestión de la empresa. Su carrera terminó en 1976 después de que fuera criticado en un informe del Departamento de Comercio por las actividades de la empresa.
El 24 de abril de 1963, se casó con la princesa Alejandra, una nieta del rey Jorge V y prima de la reina Isabel II, en la Abadía de Westminster en Londres. La ceremonia contó con la presencia de todos los miembros de la Familia Real y fue transmitido en todo el mundo en la televisión, visto por un estimado de 200 millones de personas.
La reina había ofrecido a Ogilvy un condado en su boda, pero se negó, al igual que un apartamento en uno de los palacios reales. En cambio, se alquiló un apartamento en Tatched House Lodge. Posteriormente, se mudaron al palacio de St James, lugar donde sigue viviendo la princesa.
La pareja tuvo dos hijos:
- James Robert Bruce Ogilvy(nacido el 29 de febrero de 1964 en Thatched House Lodge, Parque Richmond, Surrey), casado con Julia Caroline Rawlinson el 30 de julio de 1988, tienen dos hijos:[4]
  - Flora Alexandra Ogilvy (nacida el 15 de diciembre de 1994 en Edimburgo, Escocia)
  - Alexander Charles Ogilvy (nacido el 12 de noviembre de 1996 en Edimburgo, Escocia)
- Marina Victoria Alexandra Ogilvy (nacida el 31 de julio de 1966 en Tatched House Lodge, Parque Richmond , Surrey), casada el 2 de febrero de 1990 Paul Julian Mowatt, y divorciada el 15 de octubre de 1997. Tienen dos hijos:
  - Zenouska Mowatt (nacida el 26 de mayo de 1990 en Londres)
  - Christian Alexander Mowatt (nacido el 4 de junio de 1993, Londres)

Fue creado caballero comendador de la Real Orden Victoriana, el 31 de diciembre de 1988, por la reina Isabel II. En los nombramientos de Año Nuevo de 1997 fue creado consejero privado.
Falleció en Kingston upon Thames, Londres, el 26 de diciembre de 2004. Su funeral tuvo lugar en la capilla de San Jorge, en el Castillo de Windsor, el 5 de enero de 2005. Fue enterrado en el Cementerio Real de Frogmore.

## Títulos y tratamientos
- 14 de septiembre de 1928-31 de diciembre de 1988: El Hon. Sr. Angus Ogilvy.
- 31 de diciembre de 1988-1997: El Hon. Sir Angus Ogilvy, KCVO.[7]
- 1997-26 de diciembre de 2004: El Muy Hon. Sir Angus Ogilvy, KCVO (PC).

Ogilvy nació con el tratamiento de "El Honorable" al ser un hijo de un conde, en este caso el XII Conde de Airlie. Posteriormente ha sido tratado como "Sir", al ser un caballero de la Real Orden Victoriana. Finalmente, recibió el tratamiento de "El Muy Honorable", por ser Miembro del Consejo Privado de la Monarca del Reino Unido.